# Bergmattvävare
Bergmattvävare (Improphantes complicatus) är en spindelart som först beskrevs av James Henry Emerton 1882.  Bergmattvävare ingår i släktet Improphantes och familjen täckvävarspindlar. Arten är reproducerande i Sverige. Inga underarter finns listade.